# Suore carmelitane di Santa Teresa (Bangalore)
Le Suore carmelitane di Santa Teresa (in inglese Carmelite Sisters of St. Theresa; sigla C.S.S.T.) sono un istituto religioso femminile di diritto pontificio.

## Storia
La congregazione fu fondata dalla maestra anglo-indiana Grace D'Lima: fu ammessa all'abito del Terz'ordine carmelitano scalzo dal missionario Candido del Cuore di Maria nel 1883 e il 25 maggio 1885 emise la sua professione prendendo il nome di Teresa di Santa Rosa da Lima.
Iniziò a svolgere il suo apostolato in una comunità fondata nel 1879 dalle suore del Carmelo apostolico ad Alleppey ma nel 1887, quando i carmelitani scalzi dovettero lasciare la città, seguì i missionari a Verapoly, dove aprì un convento e una scuola e diede ufficialmente inizio alla congregazione.
Teresa di Santa Rosa da Lima morì nel 1902 e le succedette come superiora madre Veronica, che diede impulso alle fondazioni: l'arcivescovo Bernardo Arginzonis fece preparare delle nuove costituzioni per le suore e nel 1922 le varie comunità che erano sorte nell'arcidiocesi di Verapoly furono riunite in una congregazione che prese il nome di Terz'ordine di Nostra Signora del Monte Carmelo e di Santa Teresa.
L'istituto ricevette il pontificio decreto di lode il 15 febbraio 1951 e fu aggregato all'ordine dei carmelitani scalzi dal 14 febbraio 1955.

## Attività e diffusione
Le suore si dedicano soprattutto all'insegnamento e alla formazione delle giovani e alla cura delle orfane.
Oltre che in India, le suore sono presenti in Argentina, Canada, Emirati Arabi Uniti, Germania, Kenya, Stati Uniti d'America e Sudan; la sede generalizia è a Bangalore.
Alla fine del 2015 l'istituto contava 845 religiose in 126 case.